# Mafadi
Mafadi is een berg in KwaZoeloe-Natal (Zuid-Afrika) en in Lesotho.
De Mafadi is onderdeel van Drakensbergen, en geldt als hoogste punt van Lesotho, hoewel de Thabana Ntlenyana nog 32 meter hoger is, en deze claim ook maakt. De Mafadi is ook het hoogste punt van Zuid-Afrika.
De berg is vanuit de Zuid-Afrikaanse zijde te beklimmen; de tocht duurt tussen de twee en vier dagen.
De naam Mafadi betekent Moeder van Fadi.